# 島田荘介
島田 荘介（しまだ そうすけ、1860年〈万延元年〉 - ?）は、明治期の官僚、大倉組大阪支配人。

## 経歴
長門国萩（現・山口県萩市）生まれ。藩校明倫館に学び1871年（明治4年）萩の文学寮から巴城学舎に入る。選抜試験を経て1878年（明治11年）上京し慶應義塾に学ぶ。1882年（明治15年）、大蔵省属官となり通商史編纂となる。1890年（明治23年）会計検査院に入り在勤五年ののち台湾税関在勤となる。1898年（明治31年）大倉組に入り横浜支店を経て大阪支配人となる。